# سليمان بن حبيب المحاربي
أبو ثابت سليمان بن حبيب المحاربي تابعي وأحد رواة الحديث النبوي، قاضي الخلفاء، وقاضي دمشق في عهد الخلفاء الأمويين وأبرزهم: عبد الملك بن مروان وعمر بن عبد العزيز.

## سيرته
حدث عن: أبو هريرة، ومعاوية بن أبي سفيان، وأبو أمامة الباهلي، وأسود بن أصرم. روى عنه: أيوب بن موسى أبو كعب، وعبد العزيز بن عمر بن عبد العزيز، والأوزاعي، وعبد الرحمن بن يزيد بن جابر. وكان سليمان إمامًا كبير القدر، وثقه ابن معين وغيره، قال يحيى بن معين: حكم بدمشق ثلاثين سنة.

## الجرح والتعديل
- قال أبو حاتم الرازي: «قال عبد الرحمن بن أبي حاتم: سمعت أبى يرفع من شأنه».
- قال أبو داود: «قضى بدمشق أربعين سنة».
- قال أحمد بن عبد الله العجلي: «ثقة».
- قال ابن حجر في التقريب: «ثقة».
- قال الدارقطني: «ليس به بأس، تابعى مستقيم».
- قال الذهبي في الكاشف: «ثقة».
- قال النسائي: «ثقة».
- قال يحيى بن معين: «ثقة، قاضى عمر بن عبد العزيز والخلفاء، قضى لهم ثلاثين سنة».[2]

## وفاته
قال الواقدي: توفي سنة 126 هـ.